# Пучежские вести
Пучежские вести — общественно-политическая газета, издающаяся в городе Пучеж Ивановской области. Учредителем издания является администрация Пучежского муниципального района.

## История
Газета была основана в 1930 году под названием «Сталинское знамя». С начала 1950-х годов издание активно освещало переселение жителей города Пучеж в связи со строительством Горьковского водохранилища. Материалы тех лет рассказывали о ходе работ по переселению и восстановлению городской инфраструктуры.
В начале 1960-х годов газета сменила название на «Знамя Ильича», при этом сохранив старую нумерацию выпусков. Так, четвёртый номер под новым названием вышел как № 16. В этот период издание стало органом КПСС и районного совета народных депутатов.
После распада СССР газета была переименована в «Пучежские вести» и приобрела статус районного издания.

## Современное состояние
Газета выходит еженедельно, по пятницам, на восьми полосах формата A3. Тираж составляет около 4 000 экземпляров. В редакции трудятся пять человек, включая корреспондентов и технический персонал. Главный редактор — Татьяна Викторовна Гришина.
Среди основных тематических направлений — новости района, публикации о местной культуре и истории, репортажи о социально значимых событиях.
Газета зарегистрирована в Роскомнадзоре, свидетельство о регистрации № ИВ № ТУ37-00135 от 15 мая 2008 года.

## Интересные факты
- В архивах краеведческого музея сохранились номера газеты 1950-х годов, в которых освещается переселение города Пучеж.
- С момента основания издание несколько раз меняло название, отражая исторические изменения в районе и стране.